# Don Coppersmith
Don Coppersmith (* um 1950) ist ein US-amerikanischer Mathematiker und Kryptologe.
Coppersmith studierte am Massachusetts Institute of Technology mit dem Bachelor-Abschluss in Mathematik 1972 und an der Harvard University, an der er 1975 seinen Master-Abschluss erhielt und 1977 bei Shlomo Sternberg promoviert wurde (Deformation of Lie groups and Lie algebras). Als Student war er von 1968 bis 1971 viermal hintereinander Sieger im Putnam-Wettbewerb und damit Putnam Fellow. Er forschte seit 1977 bei IBM und war an der Fortentwicklung des Data Encryption Standard beteiligt, insbesondere der Kryptanalyse der S-Boxen und deren Verbesserung gegen Differentielle Kryptanalyse. Nachdem diese Methode 1990 von Eli Biham und Adi Shamir veröffentlicht worden war und deutlich wurde, dass die S-Boxen des DES dagegen optimiert waren, enthüllte Coppersmith, dass die Methoden schon in der ersten Hälfte der 1970er Jahre den DES-Entwicklern bekannt war.
Später war er am Center for Communication Research (CCR) des Institute for Defense Analyses in Princeton. Er war an der Entwicklung der MARS Blockchiffre bei IBM beteiligt, die Kandidat für den Advanced Encryption Standard war, sowie an der Strom-Chiffren SEAL und Scream. Er befasste sich auch mit der Kryptanalyse von RSA, entwickelte einen sehr schnellen Algorithmus für den Diskreten Logarithmus (mit Anwendungen in der Kryptographie) und verbesserte das Zahlkörpersieb in der Faktorisierung (ebenfalls mit kryptographischem Hintergrund). Er befasste sich auch mit den kryptographischen Protokollen Mental Poker von Ron Rivest, Adi Shamir, Len Adleman.
Mit Shmuel Winograd entwickelte er einen schnellen Algorithmus zur Matrizenmultiplikation (Coppersmith-Winograd-Algorithmus).
Von 1998 bis 2002 hatte er eine Online-Kolumne zur Unterhaltungsmathematik bei IBM (Ponder this).
Er ist Fellow des IEEE (1993) und der International Association for Cryptologic Research (2004). Er erhielt den IBM Outstanding Innovation Award. 2002 erhielt er den RSA Security Award in Mathematik.